# Veitshöchheim
Veitshöchheim is een plaats en gemeente in de Duitse deelstaat Beieren, en maakt deel uit van het Landkreis Würzburg.
Veitshöchheim telt 9.475 inwoners.

## Geschiedenis
Veitshöchheim werd voor het eerst vermeld in 779. Hier vond in 1246 de verkiezing van de Duitse koning plaats, die gewonnen werd door Hendrik Raspe IV.
In 1563 werd op verzoek van de plaatselijk notabelen, door vorst-bisschop Friedrich von Wirsberg een stadswapen toegekend.

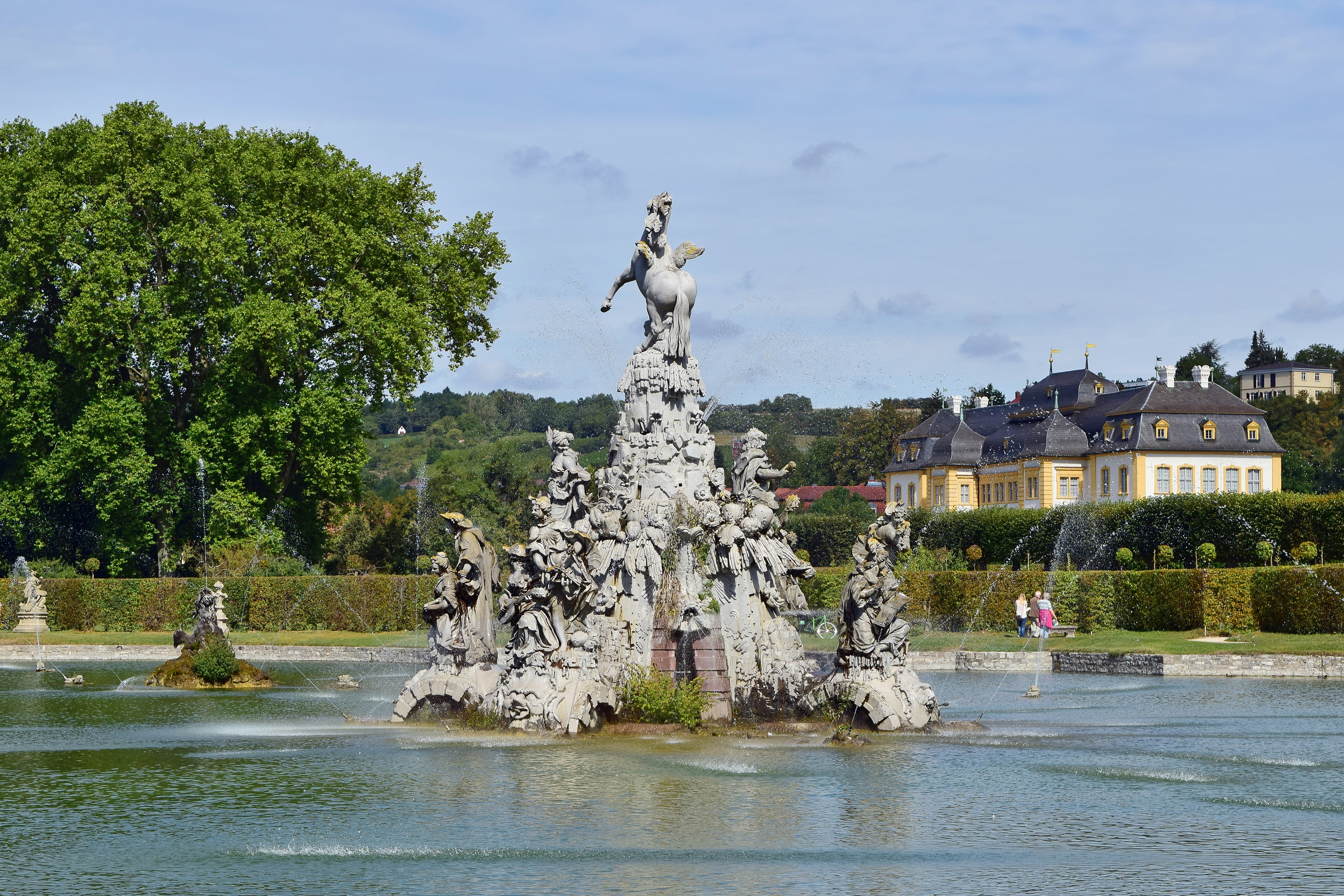
Großer See met Musenberg in de Rococotuin

Het Kasteel Veitshöchheim (Schloss Veitshöchheim) werd onder vorstbisschop Peter Philipp von Dernbach opgericht in 1680-1682 en in de periode 1749–1753 door Balthasar Neumann vergroot. Met de aanlag van de paleistuin (Hofgarten), die bij het kasteel hoort, werd begonnen in 1702.
De huidige parochiekerk St. Vitus werd in 1691 gewijd, de synagoge werd in de jaren 1727–1730 gebouwd.
Sinds 1814 behoort de gemeente bij het Koninkrijk Beieren, nadat het pas negen jaar tot het groothertogdom Würzburg behoorde. In haar huidige omschrijving bestaat de gemeente sinds 1818
Het Station Veitshöchheim met koningspaviljoen, werd in 1853-1854 gebouwd onder Maximiliaan II van Beieren.
Het dorp Gadheim werd in 1976 met Veitshöchheim gefuseerd. Vlak bij het dorp is sinds 1 februari 2020 het geografisch middelpunt van de Europese Unie gelegen, dit ingevolge de Brexit en het vertrek van het Verenigd Koninkrijk uit de unie. Gadheim nam de positie over van de eveneens Beierse gemeente Westerngrund.
Altertheim ·
Aub ·
Bergtheim ·
Bieberehren ·
Bütthard ·
Eibelstadt ·
Eisenheim ·
Eisingen ·
Erlabrunn ·
Estenfeld ·
Frickenhausen a.Main ·
Gaukönigshofen ·
Gelchsheim ·
Gerbrunn ·
Geroldshausen ·
Giebelstadt ·
Greußenheim ·
Güntersleben ·
Hausen b.Würzburg ·
Helmstadt ·
Hettstadt ·
Höchberg ·
Holzkirchen ·
Kirchheim ·
Kist (Beieren) ·
Kleinrinderfeld ·
Kürnach ·
Leinach ·
Margetshöchheim ·
Neubrunn ·
Oberpleichfeld ·
Ochsenfurt ·
Prosselsheim ·
Randersacker ·
Reichenberg ·
Remlingen ·
Riedenheim ·
Rimpar ·
Rottendorf ·
Röttingen ·
Sommerhausen ·
Sonderhofen ·
Theilheim ·
Tauberrettersheim ·
Thüngersheim ·
Uettingen ·
Unterpleichfeld ·
Veitshöchheim ·
Waldbrunn ·
Waldbüttelbrunn ·
Winterhausen ·
Zell a.Main